# مهاب ياسر
مهاب ياسر (مواليد 7 يونيو 2002) هو لاعب كرة سلة مصري يلعب في مركز مدافع مسدد الهدف ولاعب هجوم خلفي.

## مشواره الأحترافي
أنضم مهاب للفريق الأول في نادي الزمالك في 2018، ساهم في حصول الزمالك على لقب دوري أفريقيا لكرة السلة 2021 في نسختها الأولى.في 2021 حصل على الدوري الثاني له.

## مشواره الدولي
لعب مهاب مع منتخب مصر في تصفيات بطولة كأس العالم لكرة السلة 2019 كما شارك في بطولة أمم أفريقيا لكرة السلة 2021.